# Panaspis duruarum
Panaspis duruarum — вид сцинкоподібних ящірок родини сцинкових (Scincidae). Ендемік Камеруну.

## Поширення і екологія
Panaspis duruarum відомі за кількома зразками, зібраними в савані поблизу Нгауянги, на півночі регіону Адамауа.